# Незавършени игри
„Незавършени игри“ е български игрален филм (драма) от 1964 година на режисьора Симеон Шивачев, по сценарий на Никола Голанов и Георги Янев. Оператор е Христо Вълчанов. Музиката във филма е композирана от Лазар Николов.

## Сюжет
Историята на 12-годишния Митко Палаузов и неговия подвиг .

## Актьорски състав
| Роля            | Изпълнител         |
| --------------- | ------------------ |
| Митко Палаузов  | Иван Енчев         |
| Ганка Палаузова | Доля Попова        |
| Трифон Палаузов | Динко Динев        |
| Чавдар          | Петър Гюров        |
| студентът       | Георги Г. Георгиев |
| Мишо            | Стойчо Мазгалов    |
| Младен          | Никола Дадов       |
| испанецът       | Михаил Михайлов    |
| Лазо            | Светозар Неделчев  |
|                 | Иван Драгошинов    |
|                 | Пенчо Дренски      |